# Ernst Leopold Prinz zur Lippe

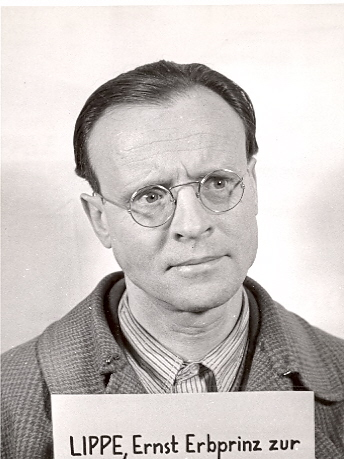
Ernst zur Lippe während der Nürnberger Prozesse zwischen 1945 und 1947

Ernst Leopold Chlodwig Julius Alexis Wilhelm Heinrich Erbprinz zur Lippe (* 12. Juni 1902 in Detmold; † 24. Mai 1987 ebenda) war ein deutscher Adeliger und Parteifunktionär der NSDAP. Zwischen 1905 und 1918 war er letzter Erbprinz des Fürstentums Lippe. In der Zeit des Nationalsozialismus fungierte er u. a. als Hauptadjutant des Reichsministers und Reichsleiters Walther Darré.

## Leben und Wirken
Ernst zur Lippe war der älteste Sohn des letzten regierenden Fürsten Leopold IV. zur Lippe, der am 12. November 1918 im Zuge der Novemberrevolution auf seinen Thron verzichtete. Er war zwischen 1905 und 1918 letzter standesrechtlicher Erbprinz des Fürstentums Lippe. Seine Mutter war Prinzessin Bertha von Hessen-Philippsthal-Barchfeld (1874–1919), eine Tochter von Wilhelm von Hessen-Philippsthal-Barchfeld.
In seiner Jugend wurde Ernst zur Lippe erst von Hauslehrern unterrichtet, um anschließend die Oberrealschule in Gummersbach zu besuchen. Danach studierte er einige Semester Landwirtschaft und Philosophie in Halle an der Saale. Später wechselte er seine Berufsausbildung und durchlief eine kaufmännische Lehre bei der AEG in Berlin. 1925 wurde er dort Hauptbuchhalter und Leiter einer Buchhaltung, was er bis 1930 blieb. In den Jahren 1930 bis 1932 war Ernst zur Lippe Buchhaltungsleiter im Hotel Prinz Albrecht in Berlin, bevor er 1932 arbeitslos wurde.
Politisch fand Ernst zur Lippe Ende der 1920er-Jahre Anschluss an die NSDAP, in die er zum 1. Mai 1928 eintrat (Mitgliedsnummer 88.835). Er war damit der erste Erbprinz eines deutschen Fürstengeschlechts, der Mitglied der Partei wurde. Zur selben Zeit trat er in den Kampfverband der NSDAP, die SA, ein.
Nach dem Machtantritt der NSDAP erhielt er 1933 einen Posten als Buchhaltungsleiter in der Deutschen Arbeitsfront, bevor er dort bis 1938 als Leiter eines Referates im Personalbüro tätig war.
Von 1938 bis 1939 amtierte Ernst zur Lippe auf Vermittlung einer Kusine seines Vaters – Marie Adelheid Prinzessin Reuß zur Lippe-Biesterfeld (1895–1993) – zunächst als zweiter Adjutant von Walther Darré, dem Landwirtschaftsminister der NS-Regierung und „Reichsbauernführer“. Anschließend wurde er 1939 einer von dessen drei Hauptadjutanten. Dabei war er für Darrés Tätigkeit als Reichsleiter der NSDAP zuständig, während Erich Manns der Adjutant als Reichsbauernführer und Mengedodt sein Adjutant als Minister war. Er fungierte dabei als Verbindungsmann zwischen seinem Dienstsitz im Reichsamt für Agrarpolitik in München und Darré in Berlin und bearbeitete die in diesem Zusammenhang anfallende Post. In dieser Zeit wurde er Mitglied der SS (SS-Nr. 314.184) und zum SS-Sturmbannführer ernannt. Listenmäßig wurde er im Rasse- und Siedlungshauptamt (RuSHA) geführt und organisierte während des Zweiten Weltkriegs in dessen Auftrag die Ansiedlung von kriegsversehrten SS-Angehörigen als Landwirte in den 1939 vom Deutschen Reich besetzten und als Warthegau annektierten vormals polnischen Gebieten an der Weichsel und um Posen. Nach der Absetzung Darrés im Jahr 1942 kehrte er zur Deutschen Arbeitsfront zurück, für die er bis 1945 tätig blieb, zunächst im Personalamt, dann in der Abteilung Gewerbe als Personalreferent.
Bei Kriegsende geriet Ernst zur Lippe in alliierte Kriegsgefangenschaft. Er nahm als Zeuge an den Nürnberger Prozessen teil und wurde später im Zuge der Entnazifizierung von der Spruchkammer im Regierungsbezirk Detmold in die Klasse III (minderbelastet) eingruppiert.
Nach dem Tod seines Vaters 1949 trat sein jüngerer Halbbruder Armin Prinz zur Lippe (1924–2015) aus der zweiten Ehe seines Vaters mit Anna Prinzessin von Ysenburg-Büdingen, verwitweter Prinzessin von Lippe-Weissenfeld (1886–1980), die Position als neues Oberhaupt des Hauses Lippe an. Ernst zur Lippe war von seinem Vater testamentarisch übergangen worden.
Er war ein Cousin von Bernhard zur Lippe-Biesterfeld, dem Prinzgemahl von Königin Juliana der Niederlande.

## Ehen und Nachkommen
1924 hatte er in Berlin Charlotte Ricken (1900–1974) geheiratet, von der er 1935 geschieden wurde und die 1938 in Berlin den Kaufmann Richard Busolt (* 1894) heiratete. Ernst  zur Lippe heiratete 1937 in Berlin Hertha-Elise (Helga) Weiland (1911–1970), Tochter des Ingenieurs Friedrich Wilhelm Weiland. Nur der zweiten Ehe entstammten Kinder: der Arzt Ernst-Leopold Prinz zur Lippe (* 1940) und Victoria Prinzessin zur Lippe (1943–1988), die von 1968 bis 1977 mit Wolfram Wickert verheiratet war und ab 1984 mit dem Kunsthändler Christoph Pudelko (1932–2017).